# Championnat du monde B masculin de handball 1992
Navigation
Mondial B 1989
Le Championnat du monde B masculin de handball a eu lieu du 19 au 29 mars 1992 en Autriche. C'est la 8e et dernière édition de cette épreuve.
Véritable division 2 du handball mondial, les meilleures équipes du Championnat du monde B obtenaient ainsi leurs billets pour le Championnat du monde A tandis que les moins bonnes équipes étaient reléguées dans un Championnat du monde C qui a existé entre 1976 et 1990.
Seize équipes ont participé à la compétition qui a été remportée par la Norvège, déjà vainqueur du Championnat du monde C 1990. Les Norvégiens devancent l'Autriche et l'Islande.

## Qualifications
| Équipe                                       | Nb | Motif de qualification                                                      |
| -------------------------------------------- | -- | --------------------------------------------------------------------------- |
| Organisateur                                 | 1  | Autriche                                                                    |
| Relégués du Championnat du monde 1990        | 3  | Islande, Pologne, Suisse                                                    |
| Maintenu dans le Championnat du monde B 1989 | 1  | Danemark                                                                    |
| Promus du Championnat du monde C 1990        | 6  | Norvège, Finlande, Allemagne de l'Est, Bulgarie, Pays-Bas, Israël, Belgique |
| Vainqueur du Championnat d'Afrique 1991      | 1  | Égypte                                                                      |
| 3e et 4e des Jeux panaméricains 1991         | 2  | États-Unis, Canada, Argentine                                               |
| 2e et 3e du Championnat d'Asie 1991          | 2  | Japon, Chine                                                                |

1. ↑  L'Autriche aurait dû être relégué du Championnat du monde B 1989 mais a été maintenu en tant qu'organisateur.
2. ↑  L'Allemagne de l'Est n'existe plus depuis la réunification allemande.
3. ↑  L'Argentine, 5e, remplace le Canada, forfait.

## Tour préliminaire
Légende

- Qualifié pour le tour principal
- Qualifié pour la poule de classement 13-16

### Groupe A
|   | Équipe   | Pts | J | G | N | P | Bp | Bc | Diff |
| - | -------- | --- | - | - | - | - | -- | -- | ---- |
| 1 | Norvège  | 6   | 3 | 3 | 0 | 0 | 68 | 60 | 8    |
| 2 | Islande  | 4   | 3 | 2 | 0 | 1 | 75 | 57 | 18   |
| 3 | Pays-Bas | 1   | 3 | 0 | 1 | 2 | 57 | 69 | -12  |
| 4 | Belgique | 1   | 3 | 0 | 1 | 2 | 51 | 65 | -14  |

### Groupe B
|   | Équipe   | Pts | J | G | N | P | Bp | Bc | Diff |
| - | -------- | --- | - | - | - | - | -- | -- | ---- |
| 1 | Danemark | 4   | 3 | 2 | 0 | 1 | 67 | 58 | 9    |
| 2 | Pologne  | 3   | 3 | 1 | 1 | 1 | 61 | 59 | 2    |
| 3 | Israël   | 3   | 3 | 1 | 1 | 1 | 59 | 65 | -6   |
| 4 | Égypte   | 2   | 3 | 0 | 2 | 1 | 51 | 56 | -5   |

### Groupe C
|   | Équipe    | Pts | J | G | N | P | Bp | Bc | Diff |
| - | --------- | --- | - | - | - | - | -- | -- | ---- |
| 1 | Suisse    | 6   | 3 | 3 | 0 | 0 | 68 | 34 | 34   |
| 2 | Bulgarie  | 2   | 3 | 1 | 0 | 2 | 64 | 69 | -5   |
| 3 | Chine     | 2   | 3 | 1 | 0 | 2 | 53 | 71 | -18  |
| 4 | Argentine | 2   | 3 | 1 | 0 | 2 | 48 | 59 | -11  |

### Groupe D
|   | Équipe     | Pts | J | G | N | P | Bp | Bc | Diff |
| - | ---------- | --- | - | - | - | - | -- | -- | ---- |
| 1 | Autriche   | 6   | 3 | 3 | 0 | 0 | 81 | 44 | 37   |
| 2 | Finlande   | 4   | 3 | 2 | 0 | 1 | 67 | 58 | 9    |
| 3 | Japon      | 2   | 3 | 1 | 0 | 2 | 53 | 73 | -20  |
| 4 | États-Unis | 0   | 3 | 0 | 0 | 3 | 49 | 75 | -26  |

## Tour principal

### Groupe I
|   | Équipe   | Pts | J | G | N | P | Bp  | Bc  | Diff |
| - | -------- | --- | - | - | - | - | --- | --- | ---- |
| 1 | Autriche | 9   | 5 | 4 | 1 | 0 | 130 | 92  | 38   |
| 2 | Suisse   | 9   | 5 | 4 | 1 | 0 | 114 | 78  | 36   |
| 3 | Finlande | 6   | 5 | 3 | 0 | 2 | 110 | 101 | 9    |
| 4 | Chine    | 3   | 5 | 1 | 1 | 3 | 107 | 132 | -25  |
| 5 | Bulgarie | 2   | 5 | 1 | 0 | 4 | 97  | 122 | -25  |
| 6 | Japon    | 1   | 5 | 0 | 1 | 4 | 92  | 125 | -33  |

### Groupe II
|   | Équipe   | Pts | J | G | N | P | Bp  | Bc  | Diff |
| - | -------- | --- | - | - | - | - | --- | --- | ---- |
| 1 | Norvège  | 8   | 5 | 4 | 0 | 1 | 115 | 104 | 11   |
| 2 | Islande  | 7   | 5 | 3 | 1 | 1 | 109 | 94  | 15   |
| 3 | Danemark | 7   | 5 | 3 | 1 | 1 | 109 | 96  | 13   |
| 4 | Israël   | 3   | 5 | 1 | 1 | 3 | 96  | 111 | -15  |
| 5 | Pays-Bas | 3   | 5 | 1 | 1 | 3 | 106 | 123 | -17  |
| 6 | Pologne  | 2   | 5 | 1 | 0 | 4 | 112 | 119 | -7   |

### Groupe de classement 13-16
|    | Équipe     | Pts | J | G | N | P | Bp | Bc | Diff |
| -- | ---------- | --- | - | - | - | - | -- | -- | ---- |
| 13 | Égypte     | 5   | 3 | 2 | 1 | 0 | 70 | 55 | 15   |
| 14 | États-Unis | 4   | 3 | 2 | 0 | 1 | 56 | 55 | 1    |
| 15 | Belgique   | 3   | 3 | 1 | 0 | 2 | 54 | 62 | -8   |
| 16 | Argentine  | 1   | 3 | 0 | 1 | 2 | 48 | 56 | -8   |

## Tour final
Les résultats des finales sont :
| Match                   | Équipe 1 | Score           | Équipe 2 |
| ----------------------- | -------- | --------------- | -------- |
| Finale                  | Norvège  | 26 – 19 (12-9)  | Autriche |
| Match pour la 3e place  | Islande  | 22 – 21 (7-10)  | Suisse   |
| Match pour la 5e place  | Danemark | 32 – 16 (17-9)  | Finlande |
| Match pour la 7e place  | Israël   | 24 – 20 (11-10) | Chine    |
| Match pour la 9e place  | Pays-Bas | 27 – 21 (14-11) | Bulgarie |
| Match pour la 11e place | Pologne  | 32 – 22 (17-12) | Japon    |

## Classement final
| Rang | Équipe     |
| ---- | ---------- |
| 1    | Norvège    |
| 2    | Autriche   |
| 3    | Islande    |
| 4    | Suisse     |
| 5    | Danemark   |
| 6    | Finlande   |
| 7    | Israël     |
| 8    | Chine      |
| 9    | Pays-Bas   |
| 10   | Bulgarie   |
| 11   | Pologne    |
| 12   | Japon      |
| 13   | Égypte     |
| 14   | États-Unis |
| 15   | Belgique   |
| 16   | Argentine  |

Les quatre premières équipes sont qualifiées pour le Championnat du monde 1993. Aucune équipe n'est reléguée du fait de l'abandon du système de Championnats du monde B et C, les Championnats d'Europe, introduits en 1994, servant désormais de qualification continentale pour les équipes européennes.
En conséquence de la suspension de la Yougoslavie, le Danemark, cinquième, obtient sa qualification pour le Championnat du monde 1993.
À noter que contrairement aux autres tournois pré-olympiques en 1979 et 1983 où les deux premiers étaient qualifiés pour les JO, l'IHF a ici privilégié les résultats du Championnat du monde 1990 et ni la Norvège, ni l'Autriche n'obtiennent le droit de participer aux Jeux olympiques de 1992. À l'opposé, c'est l'Islande, seulement troisième de Mondial B, qui a été choisie pour remplacer la Yougoslavie à Barcelone grâce à sa dixième place au Mondial 1990.

## Statistiques
Les meilleurs buteurs sont :
| Rang | Joueur                   | Équipe   | Buts | dont 7m |
| ---- | ------------------------ | -------- | ---- | ------- |
| 1    | Andreas Dittert (de)     | Autriche | 56   | 36      |
| 2    | Xindong Wang             | Chine    | 49   | 1       |
| 3    | Erik Veje Rasmussen      | Danemark | 47   | 19      |
| 4    | Marc Baumgartner         | Suisse   | 42   | 8       |
| 5    | Martin Rubin             | Suisse   | 41   | -       |
| 6    | Jun Tanaka               | Japon    | 39   | 8       |
| 7    | Jan Rönnberg (fi)        | Finlande | 36   | 9       |
| 8    | Joseph Delpire           | Belgique | 34   | 12      |
| 9    | Sameh Mohamed            | Égypte   | 34   | 4       |
| 10   | Tomasz Lebiedzinski (de) | Pologne  | 34   | 2       |